# VideoSolo
VideoSolo（ビデオ・ソロ）は2014年に設立された中国のソフトウェア会社 VideoSolo Software Inc.によって成立されたソフトウェアブランドである。画面録画、動画変換などのソフトウェアを開発・販売している。

## 概要
主な製品は画面キャプチャーソフトの「VideoSolo スクリーン録画」、動画変換ソフトの「VideoSolo 究極動画変換」などである。日本語に対応している。もともとはDVD・Blu-ray用のソフトウェアシリーズも開発・販売していたが、2022年にVideoSoloから分離され、ブランド「VideoByte」を成立した。ほとんどの製品はWindows・Macに対応している。

## 主な製品

### VideoSolo スクリーン録画
WindowsおよびMac向けのパソコン画面録画ソフトである。パソコンのデスクトップやゲームの画面などを録画して保存することができる。Webカメラやマイクの音声、またシステムの音声を録音することができる。

### VideoSolo 究極動画変換
動画や音声の形式を・編集・圧縮・結合できる動画変換ソフトである。スマホ、タブレット、ゲーム機などのデバイスや人気のある動画サイト向けに、200以上のプリセットから出力形式を選択できる。無料版では、ファイルに対して5分しか変換できない。

### VideoSolo 動画 カット
カットや動画の結合・回転、エフェクトの追加、エンコード等の機能を一つにまとめた編集ソフトである。試用版では、5分以上のファイルは5分しか変換でき、5分以下のファイルは半分しか変換できない。

### VideoSolo 究極動画ダウンローダー
オンライン版の「VideoSolo 究極動画ダウンローダー」は、長年にわたって動画保存ニーズに対応してきたツールであり、シンプルかつ高品質な動画ダウンロード機能が評価されている。
2025年、より高度な機能を備えたデスクトップアプリ版「StreamByte for Video」がリリースされた。両者はUIや操作性において共通点が見られるほか、StreamByte for Videoでは新たに600以上の動画配信サービスへの対応が実現されており、オンライン版を上回る機能性が特徴とされる。
開発・運営元については明確に異なるが、一部技術的な連携や共同展開という形で、両ブランド間の提携関係が見られる。

## 動作環境

### 対応OS
- Windows 11/10/8/7/Vista/XP (SP2 以降)
- Mac OS X 10.7 以降 (macOS Catalina)

### CPU
- 1GHz Intel/AMD CPUまたはそれ以上

### RAM
- 1G RAMまたはそれ以上